# Ben McLachlan
Ben McLachlan (Queenstown, Nova Zelanda, 10 de maig de 1992) és un jugador de tennis professional neozelandès i japonès.
Es va especialitzar en dobles, categoria en la qual ha aconseguit cinc títol i va arribar al 18è lloc del rànquing mundial.

## Biografia
Fill de Craig McLachlan, pilot i escriptor neozelandès, i Yuriko, japonesa. Té un germà més gran anomenat Riki que també és el seu entrenador. Va néixer i créixer a Nova Zelanda, i va començar la seva carrera professional defensant aquest país, però el 2017 va decidir representar el Japó en honor de la seva mare, malgrat que ha seguit vivint al seu país natal. Va estudiar a la Universitat de Califòrnia a Berkeley.

## Palmarès

### Dobles masculins: 13 (7−6)
| Llegenda                          |
| --------------------------------- |
| Grand Slams (0−0)                 |
| ATP Finals (0−0)                  |
| ATP World Tour Masters 1000 (0−0) |
| ATP World Tour 500 (3−1)          |
| ATP World Tour 250 (4−5)          |

| Títols per superfície |
| --------------------- |
| Dura (7−5)            |
| Gespa (0−0)           |
| Terra batuda (0−1)    |

| Resultat  | Núm. | Data                   | Torneig                     | Superfície   | Parella            | Oponents                        | Marcador            |
| --------- | ---- | ---------------------- | --------------------------- | ------------ | ------------------ | ------------------------------- | ------------------- |
| Guanyador | 1.   | 8 d'octubre de 2017    | Tòquio, Japó                | Dura         | Yasutaka Uchiyama  | Jamie Murray Bruno Soares       | 6−4, 7−6(1)         |
| Finalista | 1.   | 11 de febrer de 2018   | Montpeller, França          | Dura (i)     | Hugo Nys           | Ken Skupski Neal Skupski        | 6−7(2), 4−6         |
| Finalista | 2.   | 6 de maig de 2018      | Istanbul, Turquia           | Terra batuda | Nicholas Monroe    | Dominic Inglot Robert Lindstedt | 3−6, 6−3, [8−10]    |
| Guanyador | 2.   | 30 de setembre de 2018 | Shenzhen, Xina              | Dura         | Joe Salisbury      | Robert Lindstedt Rajeev Ram     | 7−6(5), 7−6(4)      |
| Guanyador | 3.   | 7 d'octubre de 2018    | Tòquio (2)                  | Dura         | Jan-Lennard Struff | Raven Klaasen Michael Venus     | 6−4, 7−5            |
| Guanyador | 4.   | 12 de gener de 2019    | Auckland, Nova Zelanda      | Dura         | Jan-Lennard Struff | Raven Klaasen Michael Venus     | 6−3, 6−4            |
| Finalista | 3.   | 24 de febrer de 2019   | Marsella, França            | Dura (i)     | Matwé Middelkoop   | Jérémy Chardy Fabrice Martin    | 3−6, 7−6(4), [3−10] |
| Finalista | 4.   | 2 de març de 2019      | Dubai, Emirats Àrabs Units  | Dura         | Jan-Lennard Struff | Rajeev Ram Joe Salisbury        | 6−7(4), 3−6         |
| Guanyador | 5.   | 18 de gener de 2020    | Auckland (2)                | Dura         | Luke Bambridge     | Marcus Daniell Philipp Oswald   | 7−6(3), 6−3         |
| Finalista | 5.   | 23 de febrer de 2020   | Delray Beach, Estats Units  | Dura         | Luke Bambridge     | Bob Bryan Mike Bryan            | 6−3, 5−7, [5−10]    |
| Guanyador | 6.   | 25 d'octubre de 2020   | Colònia, Alemanya           | Dura (i)     | Raven Klaasen      | Kevin Krawietz Andreas Mies     | 6−2, 6−4            |
| Guanyador | 7.   | 8 d'agost de 2021      | Washington DC, Estats Units | Dura         | Raven Klaasen      | Neal Skupski Michael Venus      | 7−6(4), 6−4         |
| Finalista | 6.   | 20 de febrer de 2022   | Marsella (2)                | Dura (i)     | Raven Klaasen      | Denys Molchanov Andrei Rubliov  | 6−4, 5−7, [7−10]    |

## Trajectòria

### Dobles masculins
| | Nova Zelanda | Nova Zelanda | Nova Zelanda | Japó        | Japó        | Japó        | Japó  | Japó | Japó | Japó |           |           |
| Torneig | 2015         | 2016         | 2017         | 2018        | 2019        | 2020        | 2021  | 2022 | 2023 | 2024 | Títols    | V − D     |
| Open d'Austràlia | A            | A            | A            | SF          | 1R          | 1R          | 1R    | 3R   | 2R   | 1R   | 0 / 7     | 7 − 7     |
| Roland Garros | A            | A            | A            | 1R          | 1R          | 1R          | 2R    | 1R   | 1R   |      | 0 / 6     | 1 − 6     |
| Wimbledon | A            | A            | A            | QF          | 1R          | NC          | QF    | 1R   | 1R   |      | 0 / 5     | 6 − 5     |
| US Open | A            | A            | A            | 1R          | QF          | 1R          | 2R    | 1R   | 2R   |      | 0 / 6     | 5 − 6     |
| Jocs Olímpics | NC           | A            | No celebrat  | No celebrat | No celebrat | No celebrat | QF    | NC   | NC   |      | 0 / 1     | 2 − 1     |
| Total Victòries−Derrotes                                                                                                   | 0−0          | 0−0          | 5−2          | 36−29       | 24−29       | 16−13       | 23−11 |      |      |      | 106 – 108 | 106 – 108 |
| Rànquing a final d'any | 397          | 198          | 73           | 18          | 44          | 48          | 37    |      |      |      |           |           |
| Llegenda: G: Guanyador; F: Finalista; SF: Semifinalista; QF: Quarts de final; Q: Qualificació; A: Absent; RR: Round Robin; |              |              |              |             |             |             |       |      |      |      |           |           |

### Dobles mixts
| Open d'Austràlia | A           | A           | 1R          | A           | 2R | QF | 0 / 3 | 3 − 3 |
| Roland Garros | A           | 1R          | 1R          | NC          | 1R | 2R | 0 / 4 | 1 − 4 |
| Wimbledon | A           | 3R          | 1R          | NC          | A  | 1R | 0 / 3 | 2 − 3 |
| US Open | A           | 1R          | A           | NC          | 2R |    | 0 / 2 | 1 − 2 |
| Jocs Olímpics | No celebrat | No celebrat | No celebrat | No celebrat | QF | NC | 0 / 1 | 1 – 1 |
| Llegenda: G: Guanyador; F: Finalista; SF: Semifinalista; QF: Quarts de final; Q: Qualificació; A: Absent; RR: Round Robin; |             |             |             |             |    |    |       |       |